# Iž

Island coat of arms

Iž (olaszul: Eso) egy sziget az Adriai-tengerben, a Zárai szigetvilágban Zárától 12 km-re északnyugatra.

## Fekvése
Iž szigete Dugi Otok és Ugljan között fekszik, melyektől a Srednji-csatorna, illetve az Iži-csatorna választja el. A sziget területe 16,51 km², lakossága 2011-ben 549 volt. A sziget az ún. dinári irányban (északnyugat-délkelet) fekszik, hosszúsága 12,3 km, legnagyobb szélessége 2,6 km. Legmagasabb pontja a Korinjak, mely 168 méterrel magasodik a tengerszint fölé. Partvonalának teljes hossza 35,2 km. Iž szigetét számos kis szigetecske (Beli, Fulija, Glurović, Knežak, Kudica, Mali, Mrtovnjak, Rutnjak, Sridnji, Temešnjak) veszi körül. Területének mintegy 60%-át erdő borítja. Az éghajlat mediterrán, az átlaghőmérséklet 15 °C.

## Közlekedés
A szigetet kompjárat köti össze Zárával és a környező szigetekkel.

## Története
A sziget az őskortól kezdve lakott volt. Az illírek erődített települést létesítettek rajta, de a rómaiak idejében is lakott volt. Bíborbanszületett Konstantin a 10. században „Ez”-nek hívja. A középkorban, de később is zárai nemesek és polgárok tulajdonában volt. A Szent Péter plébániatemplom Veli Ižen található, a 14. század óta említik, de nem maradt fenn eredeti formájában. Fennmaradt a zárai Canagietti család kastélya, mely eredetileg román stílusban épült, a Fanfogna család kastélyát pedig iskolává alakították a 19. században. A kikötő felett, Mali Iž falu egy magasabb pontján található egy koraromán stílusú (11. századi) templom. A templom kör alakú volt, félköríves apszissal, később téglalap alakú hajót építettek hozzá. Nem messze tőle erődített udvarház áll. Iž közelében 1604-ben tengeri csata volt az uszkók kalózok és a velencei hadihajók között.

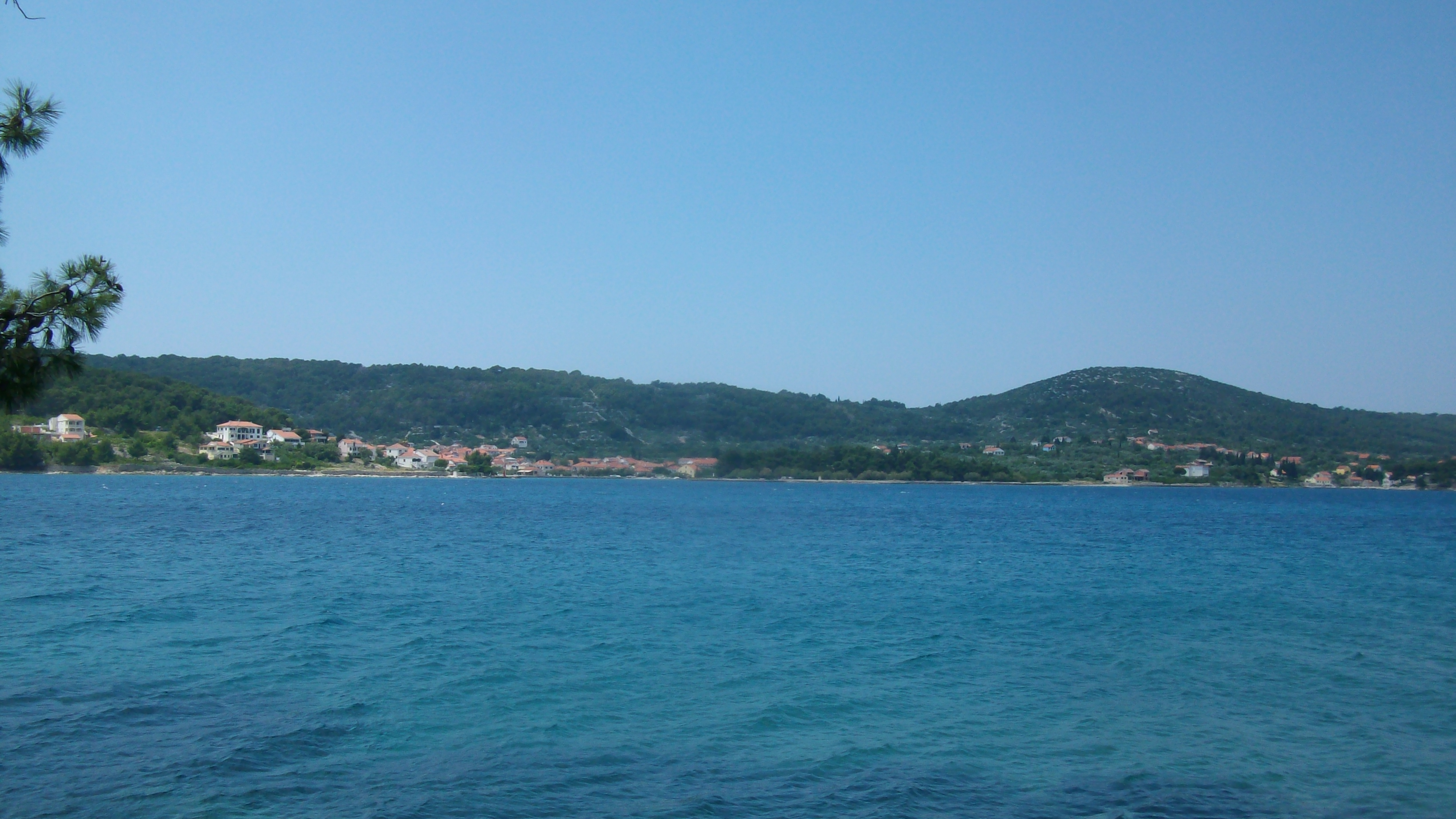
Veli Iž látképe Rutnjakról

## Gazdaság
A lakosság a 15. századtól tengerészettel, hajózással foglalkozott, mellette halászatból és mezőgazdaságból élt. A fő termények az olajbogyó, a szőlő, a füge, a szentjánoskenyér, a narancs és a citrom. Egyre jelentősebb a turizmus. A sziget tengeri kikötője Veli Ižen található.

## Kultúra
Veli Iž óvárosa fennmaradt, a város központjában pedig a felújított Szent Péter és Pál templom található. A Veli Iž néprajzi gyűjteménye számos tárgyat őriz az iži fazekasság eredeti eszközeiből.
Híres a hagyományos iži fesztivál (július 29.). A helyiek ekkor népviseletbe öltöznek, régi szigeti táncokat és dalokat adnak elő, és helyi ételeket készítenek. Az ünnepség fénypontja a "Iž királyának" megválasztása egyéves időtartamra.
Mali Iž az Iž-sziget délkeleti partján található, és három festői részből (Mućel, Makovac és Porovac) áll, melyek három dombon helyezkednek el, amelyek lábánál két öböl (Knež és Komoševa) található.

## Fordítás
Ez a szócikk részben vagy egészben  az   Iž című horvát Wikipédia-szócikk ezen változatának fordításán alapul.  Az eredeti cikk szerkesztőit annak laptörténete sorolja fel. Ez a jelzés csupán a megfogalmazás eredetét és a szerzői jogokat jelzi, nem szolgál a cikkben szereplő információk forrásmegjelöléseként.